# Raging Thunder (серия игр)
Raging Thunder — серия гоночных игр, разрабатываемая компаниями Polarbit, Gamelion и Pixelbite с 2006 по 2010 год.

## История
| 2006 | Raging Thunder              |
| 2007 | Global Race: Raging Thunder |
| 2008 |                             |
| 2009 |                             |
| 2010 | Raging Thunder 2            |

### Raging Thunder(2006)
Серия игр Raging Thunder берёт начало в 2006 году, когда первая игра серии, Raging Thunder, была выпущена на Symbian OS, Java, Nokia и Palm OS, а затем, в период с 2008 по 2013 года она была выпущена на Android, iOS, Sony Ericsson Xperia Play и Windows Phone. Игра получила смешанные оценки критиков, но тем не менее, издательство Pocket Gamer отмечало, что Raging Thunder «вызвал бурю» в App Store. Java-версия игры значительно отличалась от версии Palm OS и обычной версии: она была в 2D и с видом сверху, а также в ней был только 1 автомобиль (в обычной версии их было 4) а также 10 треков, а изданна она была Raze. В версии Palm OS был отдельный гараж, в то время как в обычной версии было только меню с выбором автомобиля. В ноябре 2008 года Polarbit сообщила о запуске кроссплатформенного мультиплеера.

### Global Race: Raging Thunder(2007)
Вторая игра серии, Global Race: Raging Thunder, была разработана компаниями Polarbit и Gamelion и издана Nokia Oyj 25 июня 2007 года на Symbian OS и в 2009 году на Nokia. В игре было 3 автомобиля и 5 трасс. Для Nokia существовало DLC с 11 дополнительными трассами. Игра также включала в себя Bluetooth-мультиплеер.

### Raging Thunder 2(2010)
Третья игра серии, Raging Thunder 2, была анонсирована в январе 2010 года. Её разработкой занимались шведские компании Polarbit и Pixelbite. Она была выпущена 4 марта 2010 года на iOS, Android, Nokia, Zeebo, Symbian, LG webOS, macOS.